# Ludwig von Urlichs
Karl Ludwig von Urlichs (Osnabrück, 9 novembre 1813 – Würzburg, 3 novembre 1889) è stato un archeologo e filologo classico tedesco.

## Biografia
Ricevette la sua formazione presso l'Università di Bonn, dove fu lo studente di Friedrich Gottlieb Welcker (1784-1868). Successivamente viaggiò in tutta la Sicilia e per l'Italia; a Roma collaborò con altri studiosi tedeschi su Beschreibung der Stadt Rom (1829-1842). Nel 1840 tornò a Bonn, dove nel 1841 fu co-fondatore e primo cronista del Verein von Altertumsfreunden im Rheinlande. Nel 1844 divenne professore associato presso l'Università di Bonn.
Nel 1847 fu nominato professore di filologia classica presso l'Università di Greifswald, diventando successivamente membro del Preußischen Abgeordnetenhauses (Camera dei rappresentanti prussiana) e dell'Unione di Erfurt. Nel 1855 si trasferì presso l'Università di Würzburg come professore di filologia classica e dell'estetica. Si specializzò in ceramica classica e scultura antica, e a Würzburg fu incaricato della grande collezione di arte del Museo Martin von Wagner.
Tra le sue numerose pubblicazioni vi fu un'importante opera sui monumenti dell'antica Roma intitolata Codex Urbis Romae topographicus (1871) e una monografia del 1863 sulla vita e le opere dello scultore greco Skopas chiamato Skopas: Leben und Werke.

## Opere principali
- Achaei Eretriensis quae supersunt, 1834
- Disputatio critica de numeris et nominibus propriis in Plinii Naturali historia, Würzburg 1857
- Skopas: Leben und Werke, Greifswald 1863
- Contributi a Dictionary of Greek and Roman biography and mythology, Boston 1867
- Codex Urbis Romae topographicus, 1871
- Die Anfänge der griechischen Künstlergeschichte, Würzburg 1871
- Pergamon: Geschichte und Kunst, Leipzig 1883